# Fraudcast News
Fraudcast News, llamado «Al filo del panfleto» en España y «Noticias engañosas» en Hispanoamérica, es el último episodio perteneciente a la decimoquinta temporada de la serie animada Los Simpson, emitido por primera vez en Estados Unidos el 23 de mayo de 2004. Fue escrito por Don Payne y dirigido por Bob Anderson. En el episodio, Lisa crea un periódico, el cual es el único medio de comunicación de la ciudad que no se vende al Sr. Burns. 
Fue el último episodio en ser doblado en Hispanoamérica por las voces originales tras 15 temporadas debido al conflicto entre la GDI y el elenco principal que culminó en el despido de todo el elenco vocal. En 2005, el episodio fue nominado para los Premios WGA en la categoría de mejor guion de animación.

## Sinopsis
Todo comienza cuando en Springfield se realiza un acto celebrando los 100 años de la llamada la "Roca del viejo" ("Geezer Rock") la cual era una montaña y que se caracterizaba por tener un extremo en forma de rostro de anciano. Lisa se prepara para leer un poema en el lugar y, previamente a esto, Homer se da cuenta de que hay un árbol pequeño creciendo en el ojo de la roca por lo que va a escalar para retirarlo de ahí, Y justo en el instante donde Lisa empezaba a leer su poema, Homer tira el árbol de la roca hacia afuera, creyendo que está haciendo lo correcto. Desafortunadamente, esto causa que la roca se caiga y todos corren para alejarse de ella excepto el Sr. Burns, quien queda atrapado. Smithers teme haberlo perdido para siempre y al final, así lo cree.
Lisa se entristece, pensando que nadie escucharía su poema jamás pero tras un consejo de Marge, decide publicarlo. Al día siguiente, Lisa elabora una especie de gaceta donde lleva su poema. Todo Springfield lo lee y quedan admirados por la manera en que Lisa se expresa sobre la "Roca del viejo". Posteriormente, Lisa se encuentra con Flanders y éste le dice que quiere leer el del día de mañana, sugiriendo a Lisa que haga una especie de periódico.
Mientras tanto, Smithers se empezaba a embriagar porque su jefe ya no estaba con él pero Burns aparece de repente, Smithers se alegra, y su jefe le cuenta cómo había sobrevivido a la caída de la roca, alimentándose de insectos y leche de topo. Burns cree que la ciudad llora su supuesta muerte y enciende la televisión. Kent Brockman da la noticia de alguien que tenía mucha edad, y era querido por muchos, Burns cree que hablan de él, pero resulta que Brockman se refería a la "Roca del viejo" mientras que le informa al público que a nadie le importa que Burns haya muerto, de hecho, todos están contentos. Burns se siente ofendido y a la vez, lastimado pero decide comprar todos los medios de comunicación de Springfield.
Por otro lado, Lisa distribuye la primera edición de su periódico llamado "El Vestido Rojo", que es bien recibido por la comunidad. Para seguir publicándolo, requiere la ayuda de Bart, Milhouse, Ralph, Nelson y otros niños de la ciudad, quienes la ayudan en su segunda edición.
Burns compra todos los medios de comunicación de la ciudad, y cada uno de estos tiene que alabar a Burns forzosamente. Y la compra llega a tales extremos que incluso se mete en el programa de Rasca y Pica, el cual ahora escribe y dirige. Pero le faltaba comprar el periódico de Lisa, a lo que ésta se opone. Prontamente, hay una guerra sucia contra Lisa por parte de Burns, Lisa se entristece al ver que todos sus colaboradores la han abandonado, pero descubre que Bart había decidido quedarse para ayudar a Lisa a producir más periódicos. Más tarde, Burns trata de sobornar a Lisa con ponis en un intento por comprar su periódico, pero ella no se rinde. Burns, sin embargo, vuelve a tomar venganza de la niña cortando la energía de su casa. Lisa logra seguir publicando con un mimeógrafo que Skinner había usado en Vietnam. Entonces, Burns habla con Homer (e incluso lo droga) para sonsacarle información privada sobre Lisa para hundirla y lograr que así abandonara el periódico, logrando su objetivo a través de Homer. Lisa, cansada de toda la difamación, escribe su última publicación titulada: "Me Rindo" dejando así de publicar su periódico, pero Homer ve lo que ha hecho y publica su propio periódico "The Times of Homer". Pronto, todos en Springfield crean sus propias publicaciones para ayudar a Lisa.
Burns, finalmente, decide que comprar todos los medios de comunicación no es tan bueno, así que declara su derrota, y para no sentir pena ni rabia, va a un centro comercial con Smithers.